# Hipster Whale
Hipster Whale é uma desenvolvedora e distribuidora australiana independente de jogos eletrônicos, fundada em 20 de novembro de 2014 por Andy Sum e Matt Hall, pouco tempo após a criação do game Crossy Road. A empresa também é responsável pela criação dos jogos Shooty Skies, Pac-Man 256 (em colaboração com a Bandai Namco Entertainment), e Disney Crossy Road (em colaboração com a Disney Interactive).

## História
Após se conhecerem na Game Center: Asia Pacific de 2013, Andy Sum e Matt Hall decidiram criar a Hipster Whale. O nome surgiu durante uma discussão sobre jogos free-to-play, em que a palavra "whale" (baleia, em inglês), acabou surgindo. Enquanto os dois conversavam, Sum começou a desenhar uma baleia, que mais tarde acabaria se tornando o logotipo e o mascote da empresa.
O primeiro jogo da Hipster Whale, Crossy Road, deveria levar seis semanas para ser desenvolvido. Porém, após perceberem seu potencial, os desenvolvedores passaram mais de doze semanas trabalhando no projeto. Trata-se de um jogo gratuito para jogar, do tipo arcade e para telefones celulares, que combina elementos de clássicos como Frogger e jogos mais recentes, como Flappy Bird, em um jogo de corrida interminável. O nome e o conceito do jogo foram baseados na charada "Por que a galinha atravessou a estrada?".
Em 22 de maio de 2015, a Bandai Namco Entertainment e a Hipster Whale anunciaram o jogo Pac-Man 256, onde o personagem Pac-Man tenta escapar de fantasmas, ao mesmo tempo em que procura fugir de um glitch, enquanto reproduz as mesmas mecânicas do jogo eletrônico lançado em 1980, sendo o glitch baseado no nível 256 do jogo original do arcade, mas com atualizações e compras freemium. Em 20 de agosto daquele ano o jogo foi lançado, com versões para Microsoft Windows, PlayStation 4 e Xbox One disponibilizadas em 22 de junho de 2016.
Em 2016, a Hipster Whale anunciou um spin-off de Crossy Road, Disney Crossy Road, que seria publicado pela Disney Interactive. Em 20 de julho, a empresa anunciou seu movimento de entrada na publicação de jogos eletrônicos, e nomeou a ex-colaboradora da Atari e da Krome Studios de Melbourne, Clara Reeves, como presidente da Hipster Whale. Em 7 de setembro, a empresa lançou uma atualização do jogo Disney Crossy Road, que adicionou personagens do filme Monsters, Inc. e um modo de jogo chamado "Desafio do Fim de Semana".

## Produtos
| Ano  | Título                             | Gênero                               | Platformas                                                            |
| ---- | ---------------------------------- | ------------------------------------ | --------------------------------------------------------------------- |
| 2014 | Crossy Road                        | Jogo de ação para celulares, sem fim | iOS, tvOS, Android, Windows Phone                                     |
| 2015 | Pac-Man 256                        | Jogo de ação para celulares, sem fim | iOS, Android, Microsoft Windows, PlayStation 4, Xbox One, OS X, Linux |
| 2015 | Shooty Skies                       | Jogo de ação para celulares, sem fim | iOS, Android, Meta Quest                                              |
| 2016 | Disney Crossy Road (descontinuado) | Jogo de ação para celulares, sem fim | iOS, Android, Windows Phone                                           |
| 2018 | Piffle                             | Jogo de ação para celulares, sem fim | iOS, Android, Nintendo Switch                                         |
| 2020 | Crossy Road Castle                 | Jogo de ação para celulares, sem fim | iOS, PlayStation 5, Xbox Series X, Xbox Series S, Nintendo Switch     |